# Berufsakademie Nordhessen
Die Berufsakademie Nordhessen gGmbH war eine private Studieneinrichtung in Bad Wildungen. Sie wurde 1999 als Studienakademie für Informatik (SAI) gegründet und war die erste Berufsakademie in Hessen. Aufgrund des erweiterten Studienangebots erfolgte später die Umbenennung in Berufsakademie Nordhessen. Die Berufsakademie Nordhessen galt bereits 2012 als „Auslaufmodell“, da aufgrund finanzieller Schwierigkeiten  seit 2010 in den technischen Studienrichtungen und seit 2011 auch im Gesundheitsbereich keine neuen Studierenden mehr aufgenommen wurden.
Die Berufsakademie Nordhessen gGmbH verlegte zum 1. Juni 2015 ihren Sitz nach Saarbrücken und firmiert dort seitdem unter dem Namen „ISBA – Internationale Studien- und Berufsakademie gGmbH“. Aus öffentlichen Quellen geht nicht hervor, ob die Akademie noch existiert.

## Geschichte
Die Berufsakademie hatte ihren Sitz in Bad Wildungen (Nordhessen). Weitere Standorte sind in Frankenberg (Eder), Bad Hersfeld und im südhessischen Heppenheim. Der erste internationale Standort der Berufsakademie hat am 1. November 2005 in Zagreb seinen Studienbetrieb aufgenommen, weiters am 8. September 2008 die Partnerakademie „academia nova“ in Schwechat (Österreich). Derzeit studieren an der Berufsakademie Nordhessen 145 Studenten (Stand Januar 2006).
In der Schwechater „academia nova“ begannen 2008 acht Studierende den Studiengang Wirtschaftsinformatik. Beendet haben diesen im Jahr 2011 drei Absolventen. Im Studienjahr 2009 wurde dort zusätzlich der Studiengang Systems Engineering angeboten. Je sechs Studierende haben die beiden Studiengänge begonnen, davon haben im Jahr 2012 ein Wirtschaftsinformatiker und zwei System Engineers ihr Studium abgeschlossen. Damit ist die Zusammenarbeit der „academia nova“ mit der Berufsakademie Nordhessen beendet.
Angeboten wurden die Studiengänge Logistik (Bachelor of Arts), Computational Process Engineering und Systems Engineering (Bachelor of Engineering) und Informatik, Wirtschaftsinformatik, zudem war ein Bachelor in Physiotherapie (Bachelor of Science) geplant.
In Heidelberg, Darmstadt, Lindau, Berlin und Erfurt gab es gemeinsam mit der F+U Unternehmensgruppe ein Berufsakademie-Angebot im Studiengang "Internationale Betriebswirtschaftslehre" in vier Fachrichtungen (Industrie und Handel, Banken und Versicherungen, Steuer- und Prüfungswesen und Hotel- und Tourismusmanagement).

## Einzelbelege
1. ↑  http://www.wlz-fz.de/Lokales/Waldeck/Wildunger-Zeitung/Ein-Ausstieg-ohne-Kommentar
2. ↑  Neue Berufsakademie ISBA im Saarland | Saarland.de. Abgerufen am 22. Dezember 2018.